# Lista chorążych reprezentacji Wietnamu na igrzyskach olimpijskich
Lista chorążych reprezentacji Wietnamu na igrzyskach olimpijskich – lista zawodników i zawodniczek reprezentacji Wietnamu, którzy podczas ceremonii otwarcia nowożytnych igrzysk olimpijskich nieśli flagę Wietnamu.

## Chronologiczna lista chorążych
| Lp. | Rok i miejsce   | Chorąży           | Dyscyplina    |
| --- | --------------- | ----------------- | ------------- |
| 1   | 1980, Moskwa    | b.d.              |               |
| 2   | 1988, Seul      | b.d.              |               |
| 3   | 1992, Barcelona | b.d.              |               |
| 4   | 1996, Atlanta   | Hữu Huy Nguyễn    |               |
| 5   | 2000, Sydney    | Trương Ngọc Để    | Taekwondo     |
| 6   | 2004, Ateny     | Bùi Thị Nhung     | Lekkoatletyka |
| 7   | 2008, Pekin     | Nguyễn Đình Cương | Lekkoatletyka |
| 8   | 2012, Londyn    | Nguyễn Tiến Nhật  | Szermierka    |
| 9   | 2016, Rio       | Vũ Thành An       | Szermierka    |
| 10  | 2020, Tokio     | Quách Thị Lan     | Lekkoatletyka |
| 10  | 2020, Tokio     | Nguyễn Huy Hoàng  | Pływanie      |